# Мензано
Мензано је насеље у Италији у округу Сијена, региону Тоскана.
Према процени из 2011. у насељу је живело 127 становника. Насеље се налази на надморској висини од 494 м.